# Brunfelsia brasiliensis
Brunfelsia brasiliensis ist eine Art aus der Sektion Franciscea der Gattung Brunfelsia. Die 0,3 bis 2 m hohen Sträucher kommen in Teilen Brasiliens vor.

## Beschreibung

### Vegetative Merkmale
Brunfelsia brasiliensis ist ein 0,3 bis 2 m hoher Strauch, dessen raue Rinde eine rötliche bis hellbraune Farbe besitzt. Die zahlreichen Äste entspringen nahe der Wurzelbasis und sind mit Laubblättern besetzt. Vor allem in der Jugend können sie fein behaart sein, die Behaarung kann jedoch auch fehlen. Einjährige Zweige sind belaubt, schlank und aufrecht stehend und dicht mit gelblich-braunen, nichtdrüsigen Trichomen besetzt. Zu den Zweigspitzen hin nimmt die Belaubung oft zu.
Die Laubblätter stehen an 1 bis 5 mm langen, fein bis filzig behaarten Blattstielen. Die Blattspreite ist 3 bis 13 cm lang und 1 bis 4 cm breit, lanzettlich bis langgestreckt-lanzettlich, seltener auch langgestreckt umgekehrt eiförmig geformt. Die Spitze ist zugespitzt bis spitz zulaufend, gelegentlich abgestumpft. Die Basis ist keilförmig bis verschmälert. Die Oberseite der Blätter ist dunkel- bis hellgrün, leicht behaart, selten glänzend, nahezu schuppig oder unbehaart. Die etwas hellere Unterseite kann verschieden behaart sein. Oftmals ist sie entlang der Mittelrippe filzig behaart, nur selten unbehaart. Die Blätter sind häutig bis lederig, von der Mittelrippe gehen sechs bis zehn nahezu gerade Seitenadern aus.

### Blütenstände und Blüten
Die doldentraubenförmigen Blütenstände stehen sowohl endständig als auch nahe der Triebenden. Sie sind kompakt und nahezu aufsitzend oder locker und verlängert. Sie bestehen aus fünf bis vielen Blüten, nur selten findet man reduzierte Blütenstände mit nur einer oder zwei Blüten. Die Blütenstandsachse ist 1 bis 2 cm lang und filzig behaart. Der Blütenstandsstiel ist 2 bis 8 mm lang, an der Spitze verdickt und deutlich von der Blütenstandsachse getrennt. Die Blütenstände werden von ein bis drei laubblattartigen Tragblättern gestützt, die 2 bis 15 mm lang, lanzettlich, behaart und am Rand bewimpert sind.
Die Blüten sind nicht duftend, sie stehen an 2 bis 15 mm langen Blütenstielen, die aufrecht stehen und gelblich bis gelblich-braun leicht bis filzig behaart sind. Nur selten ist die Behaarung drüsig. Während der Fruchtreife verdickt sich der Blütenstiel. An den Blütenstielen befinden sich feine Tragblätter, die linealisch-lanzettlich und nur 1 bis 2 mm lang sind.
Der hellgrüne bis violette, fest häutige Kelch ist 8 bis 22 mm lang und hat einen Durchmesser von 3 bis 8 mm, die Nervatur ist parallel. Er ist röhrenförmig bis röhren-glockenförmig und variabel leicht bis filzig, gelb bis gelblich-braun behaart, selten drüsig oder papillös. Die Kelchzähne sind 1 bis 5 mm lang, aufrecht stehend, an der Frucht gelegentlich zurückgebogen. Sie sind dreieckig bis eiförmig, am Ende zugespitzt. Bei Fruchtreife ist der Kelch glocken- bis urnenförmig und wird lederartig.
Die Krone ist zunächst violett, verblasst zu einer blassen Lavendelfarbe oder zu weiß. Die Kronröhre ist spärlich behaart oder unbehaart, 17 bis 25 mm lang, hat einen Durchmesser von 1 bis 3 mm und ist genauso lang bis doppelt so lang wie der Kelch. An der Basis ist die Kronröhre blass violett, wird jedoch zur Spitze hin weiß. Der Kronsaum hat einen Durchmesser von 18 bis 32 mm und bildet eine abstehende Ebene. Die Kronlappen sind nahezu gleich geformt, sind breit gerundet bis abgestumpft.
Die vier Staubblätter setzen im oberen Teil der Kronröhre an. Die Staubfäden sind schlank, an der Basis leicht verbreitert, unbehaart und weiß. Das untere Paar ist 2 bis 4 mm lang, das obere 4 bis 5 mm. Die Staubbeutel haben eine Länge von 1 mm, sie sind länglich-nierenförmig. Der eiförmig-konische Fruchtknoten ist 1 bis 5 mm hoch. Der kräftig grüne, fadenförmige Griffel hat eine Länge von 17 bis 18 mm. Die Narbe ist leicht zweilappig mit einem etwas größeren oberen Lappen, 1 bis 2 mm lang und ebenfalls kräftig grün.

### Früchte
Die Früchte sind 8 bis 13 mm lange und 8 bis 10 mm im Durchmesser messende, eiförmige bis nahezu kugelförmige Kapseln. Sie werden vom Kelch umschlossen, sind nach vorn zugespitzt, glatt, glänzend und hell bis dunkelgrün. Das Perikarp ist nur etwa 0,5 mm dick, knorpelig bis krustenartig und trocknet bei Reife ein. Die Früchte sind nur sehr spät aufspringend.
Jede Frucht enthält (selten nur zwei) sieben bis zehn Samen. Diese sind 4 bis 6 mm lang und haben einen Durchmesser von 3 mm. Sie sind langgestreckt-eiförmig und mehr oder weniger gewinkelt. Die Samenoberfläche ist dunkel rotbraun und netzartig gekörnt. Das Embryo hat eine Länge von 4 mm und ist sehr leicht gebogen. Die Keimblätter sind 1,5 mm lang und elliptisch.

## Vorkommen
Die Art kommt in Brasilien im Distrito Federal und in den Bundesstaaten Goiás, Minas Gerais, Paraná, Rio de Janeiro, São Paulo und Santa Catarina vor.

## Systematik
Es werden zwei Unterarten unterschieden:
- Brunfelsia brasiliensis ssp. brasiliensis
- Brunfelsia brasiliensis ssp. macrocalyx (Dusen) Plowman